# تمرد بوكو حرام
بدأ تمرد بوكو حرام في عام 2009، عندما بدأت بوكو حرام تمردًا مسلحًا ضد الحكومة النيجيرية. في عام 2010، 55 شخصا قتلوا في هجمات بوكو حرام ادعى أو المشتبه بهم. وبحلول عام 2013، تجاوز عدد القتلى السنوي 1000، مع زيادة حادة أخرى تحدث في بداية 2014.
وفقا لدراسة النيجيرية للتركيبة السكانية والدينية، المسلمين يشكلون 50.5٪ من تعدد السكان. ويسكن المسلمون أساسا في شمال البلاد. الغالبية العظمى من المسلمين النيجيريين هي السنة. المسيحيين هم ثاني أكبر مجموعة دينية ويشكلون 48.2٪ من عدد السكان. ويسكنون في الجزء الأوسط والجنوبي من البلاد.
طالب العديد من المسلمين النيجيريين إدخال الشريعة الإسلامية بوصفها المصدر الرئيسي للتشريع. طُبق على 12 ولاية شمالية الشريعة كأساس للسلطتين التنفيذية والقضائية للحكومة في عامي 1999 و2000.

## خلفية

### دولة نيجيريا
تم إنشاء دولة محمية نيجيريا من دمج كل من محمية نيجيريا البريطانية الشمالية والجنوبية في عام 1914، بعد حوالي عقد فقط من هزيمة البريطانيين لخلافة صكتو وغيرها من الدول الإسلامية من قبل البريطانيين الذين شكلوا جزءًا كبيرًا من شمال نيجيريا. السير فريدريك لوغارد، تولى منصب حاكم كلتا المحميتين في عام 1912. في أعقاب الحرب العالمية الأولى، فقدت ألمانيا مستعمراتها، ومنها الكاميرون، بسبب الانتداب الفرنسي والبلجيكي والبريطاني. تم تقسيم الكاميرون إلى جزأين فرنسي وبريطاني، تم تقسيم الجزء الكاميروني البريطاني إلى جزئين شمالي وجنوبي. بعد استفتاء عام 1961 ، اختار الكاميرون الجنوبيون الانضمام إلى الكاميرون الفرنسية، في حين اختار الكاميرون الشماليون الانضمام إلى نيجيريا، وهي خطوة أضافت عدد المسلمين إلى عدد سكان شمال نيجيريا المسلمين. شكل الإقليم الكثير مما يُعرف الآن شمال شرق نيجيريا، وجزء كبير من المناطق المتأثرة بالتمرد.

### الصراع الديني المبكر في نيجيريا
يعود الصراع الديني في نيجيريا إلى عام 1953.كانت مذبحة الإغبو في عام 1966 في الشمال التي أعقبت الانقلاب المضاد في نفس العام سببًا مزدوجًا لانقلاب ضباط الإغبو والتوترات (الطائفية) الموجودة مسبقًا بين الإغبوس والمسلمين المحليين. كان هذا عاملاً رئيسياً في انفصال بيافان والحرب الأهلية الناتجة عنه.

## مايتاتسين
في أواخر السبعينيات وأوائل الثمانينيات، حدثت انتفاضة إسلامية كبرى بقيادة مايتاتسين (محمد مروة) وأتباعه يان تاتسين، أدت إلى مقتل عدة آلاف. بعد موت مايتاتسين في عام 1980، استمرت الحركة نحو خمس سنوات أخرى.
في نفس العقد، أَلحق الجنرال الحاكم العسكري السابق لنيجيريا إبراهيم بابانجيدا بنيجيريا في منظمة المؤتمر الإسلامي. أدت هذه الخطوة إلى تفاقم التوترات الدينية في البلاد، وخاصة بين الجالية المسيحية. ورداً على ذلك، أشار البعض في الجالية المسلمة إلى أن بعض الدول الأفريقية الأخرى الأعضاء بالمنظمة لها نسب أصغر من المسلمين، فضلاً عن العلاقات الدبلوماسية لنيجيريا مع الكرسي الرسولي.

### تأسيس الشريعة

حالة تطبيق الشريعة في الولايات النيجيرية (في 2013):
الشريعة مطبقة بالكامل، شاملة العقوبة الجنائية
الشريعة تطبق فقط في الأحوال الشخصية
لا تطبيق للشريعة

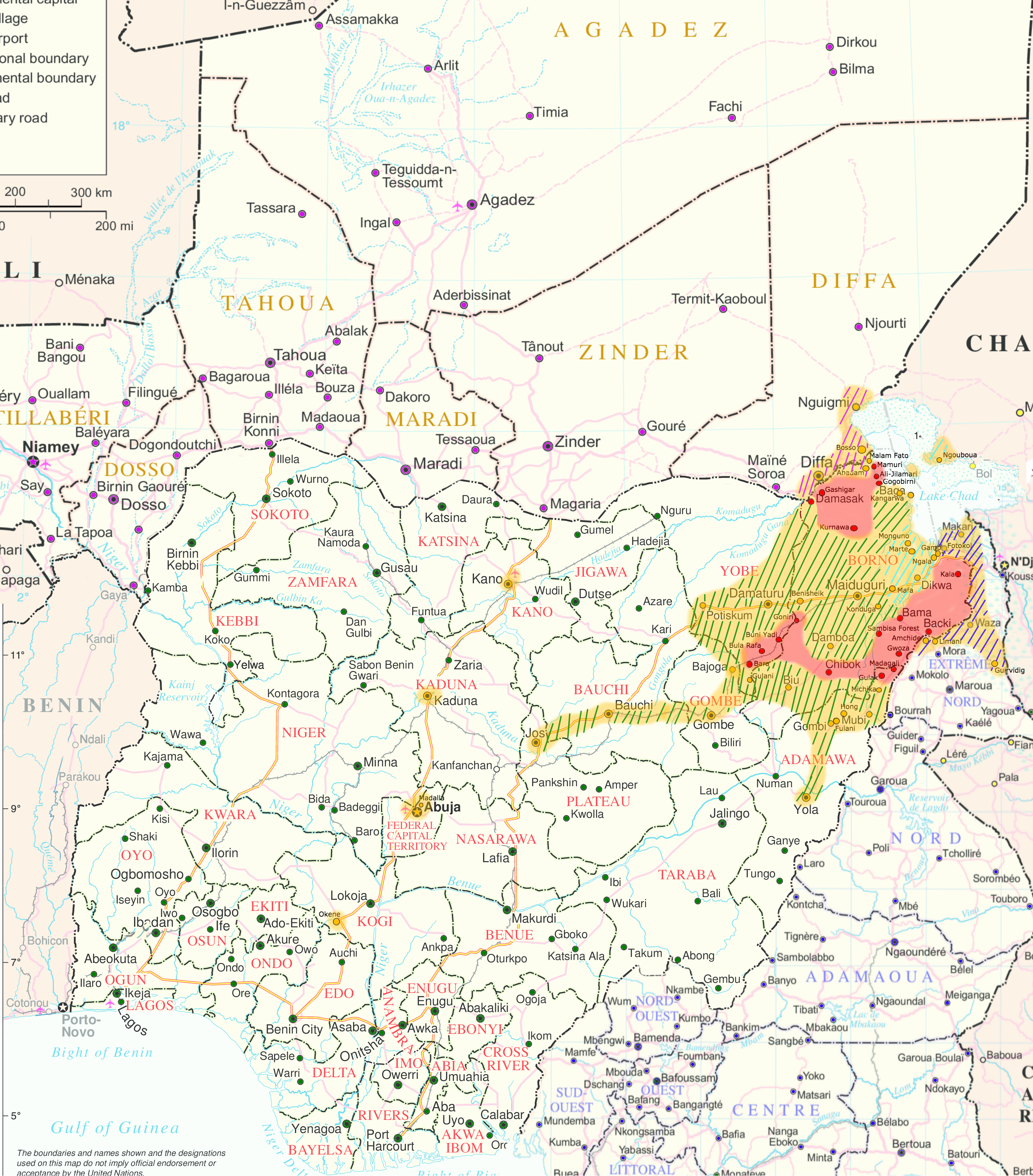
بوكو حرام في منطقة بحيرة تشاد ، اعتبارًا من "14 مارس 2015"

منذ عودة الديمقراطية إلى نيجيريا في عام 1999، أُنشئت الشريعة ككيان رئيسي للقانون المدني والجنائي في تسع ولايات أغلبية مسلمة وطبقت جزئيا في ثلاث ولايات إسلامية، عندما كان حاكم ولاية زامفارة آنذاك أحمد رفاعي ساني. بدأ الضغط من أجل مؤسسة الشريعة على مستوى الدولة الحكومية. وأعقب ذلك جدال حول الوضع القانوني المحتمل لغير المسلمين في النظام الشرعي. سرعان ما ظهرت موجة من أعمال الشغب بين المسلمين والمسيحيين.
في الولايات الشمالية الإسلامية في المقام الأول في نيجيريا، توجد مجموعة متنوعة من الجماعات والسكان المسلمين، الذين يفضلون تطبيق الشريعة على مستوى البلاد. تم دعم مطالب هؤلاء السكان على الأقل جزئيًا من قبل الحكومة الفيدرالية النيجيرية في 12 ولاية، أولاً في ولاية زمفارا في عام 1999. ويعزى هذا التطبيق على نطاق واسع إلى أنه يرجع إلى إصرار حاكم ولاية زامفارة أحمد رفاعي ساني.

### الكفر والردة
إن اثني عشر من أصل ست وثلاثين ولاية في نيجيريا لديها الإسلام السني كدين مهيمن. في عام 1999، اختارت تلك الدول إنشاء محاكم شرعية بالإضافة إلى محاكم عرفية. يجوز للمحكمة الشرعية أن تعامل الكفر على أنه يستحق عدة عقوبات تصل إلى الإعدام. في كثير من الدول ذات الأغلبية المسلمة، يعتبر التحول من الإسلام إلى دين آخر غير قانوني وغالباً ما يكون جريمة كبرى.

## التسلسل الزمني

### العنف الديني ما قبل التمرد
عام 2000
- 21 فبراير – 23 مايو 2000 – أعمال شغب كادونا 2000 – قُتل ما بين 1000 و5000 شخص في أعمال شغب طائفية بين المسيحيين والمسلمين في ولاية كادونا بعد تطبيق الشريعة الإسلامية في تلك الولاية.

2001
- 7-17 سبتمبر 2001 - أعمال شغب جوس 2001 - قُتل ما يقرب من 1000 شخص في أعقاب أعمال شغب طائفية بين المسيحيين والمسلمين في جوس، ولاية بلاتو.

2002
- 20-23 نوفمبر - أعمال شغب في مسابقة ملكة جمال العالم - قُتل نحو 250 شخصًا خلال أعمال شغب قام بها إسلاميون في شمال نيجيريا ردًا على مقال اعتبر تجديفيًا.[44]

محمد يوسف يؤسس المنظمة التي ستصبح بوكو حرام.
2004
- 4 فبراير - مذبحة يلوا - مقتل 78 مسيحيًا في يلوا، ولاية كيبي.
- 2 مايو - مذبحة يلوا - قُتل عدة مئات [46] من المسلمين في يلوا كهجوم انتقامي في فبراير.

2008
- 28-29 نوفمبر 2008 - أعمال شغب جوس 2008 - مقتل 381 شخصًا في أعمال شغب طائفية بين المسيحيين والمسلمين في جوس.

2010
- 17 يناير – 7 مارس 2010 أعمال شغب في جوس – قُتل حوالي 992 شخصًا في أعمال شغب طائفية بين المسيحيين والمسلمين في جوس.

### الخط الزمني للتمرد
2009
- 26-29 يوليو 2009 - انتفاضة بوكو حرام - قُتل ما يقرب من 1000 شخص في اشتباكات بين مسلحي بوكو حراموالجنود النيجيريين في أربعة مواقع في شمال نيجيريا - باوتشي في ولاية باوتشي، ومايدوغوري في ولاية بورنو، وبوتيسكوم في ولاية يوبي، ووديل في ولاية كانو - مما أدى إلى بداية تمرد بوكو حرام.
- 30 يوليو/تموز - أعدمت الشرطة النيجيرية محمد يوسف، الزعيم الروحي لجماعة بوكو حرام، بإعدام موجز في مايدوجوري، بعد أن سلمه لها جنود نيجيريون في اليوم التالي للانتفاضة الأخيرة. تولى أبو بكر شيكاو قيادة الحركة.

2010
- 5 سبتمبر - هاجمت جماعة بوكو حرام قرية، مما أسفر عن مقتل ضابط شرطة وإصابة أحد الحراس.[47]
- '7 سبتمبر' - هروب من سجن بوتشي - قُتل خمسة أشخاص وتم تحرير 721 سجينًا من سجن بوتشي على يد مسلحين يشتبه في أنهم من جماعة بوكو حرام.
- 21 سبتمبر - قتلت جماعة بوكو حرام زعيم قرية وتاجرًا في مايدوجوري.[48]
- 6 أكتوبر - اغتالت جماعة بوكو حرام نائب رئيس حزب الشعب النيجيري أمام منزله وحاولت قتل رئيس مجلس نواب ولاية بورنو، مما أسفر عن مقتل شرطي بدلاً من ذلك.[47]
- 7 أكتوبر - اغتيل أحد كبار موظفي المجلس المحلي في باما في بورنو على يد مسلحين من جماعة بوكو حرام.[47]
- 9 أكتوبر - قُتل العالم الإسلامي الشيخ بشير مصطفى وبشير كشارا على يد بوكو حرام.[47]
- 10 أكتوبر - تم قطع رأس صبي يبلغ من العمر 10 سنوات على يد جماعة بوكو حرام.[47]
- 13 أكتوبر - أثناء محاولة اغتيال مسؤول في ولاية باوتشي، قتلت جماعة بوكو حرام شرطيًا.[47]
- 20 أكتوبر - قتلت جماعة بوكو حرام مفتش شرطة.[47]
- 23 أكتوبر - حاولت جماعة بوكو حرام إشعال النار في مركز للشرطة ولكن تم صدها، مما أدى إلى مقتل أحد أعضائها.[47]
- 13 نوفمبر - قتل اثنان من أعضاء بوكو حرام على متن دراجة نارية جنديًا في الكتيبة 231 من قاعدة للجيش النيجيري.[47]
- 19 نوفمبر - أطلق بوكو حرام النار على مسجد ، مما أسفر عن مقتل ثلاثة أشخاص.[47]
- 24 نوفمبر - قتلت جماعة بوكو حرام شرطيًا وجنديًا كانا في طريقهما إلى المنزل.[47]
- 24 ديسمبر 2010 - هجمات جوس ومايدوغوري - قُتل 80 شخصًا في سلسلة من التفجيرات في مدينة جوس.[49]